# 内村麻美
内村 麻美（うちむら あさみ・1989年5月24日-）は、福岡で活動するモデル・ローカルタレント。
福岡県出身。

## 出演

### テレビ番組
- アサデス。KBC（九州朝日放送）（2008年4月2日 -2023年12月27日 ）(2013年3月までお天気アシスタント兼務。以後、同番組リポーターとなる。)
- KBCドラマスペシャル「ゆりかご」（九州朝日放送）（2009年12月26日）[2]。
- アサデス。九州・山口 （2011年1月11日 - ）
- 週末まるごと! よくばりミルキィ （九州朝日放送）リポーター（2013年4月 - ）
- 今日感テレビ（RKB毎日放送） リポーター（2013年4月 - ）
- ひるブラ（NHK総合）モデル（2014年1月14日）
- 前川清の笑顔まんてんタビ好キ（九州朝日放送）情報ナビゲーター（2014年4月 - ）
- #タグるヨル（九州朝日放送、2020年4月 - ）、メインMC

### 映画
- 劇場版 仮面ライダービルド Be The One（2018年）レポーター 役

### 吹き替え
- リトル・マーメイド（2023年）[3]

### ラジオ
- GOGO競馬サンデー!ダイナミックジョッキー（九州朝日放送）アシスタント（2011年11月27日 - 2015年3月1日）
- 9ヂカラ（九州朝日放送) 月曜レギュラーパーソナリティ (2012年4月2日 - )
- オトナビゲーション（RKBラジオ）水曜・木曜レギュラーパーソナリティ（2017年10月3日 - ）
- Toi toi toi（RKBラジオ）（月曜担当 〜2024年3月）→（火曜担当 2024年4月〜）

### CM
- 公共広告機構（現：ACジャパン）、骨髄移植推進財団（2007年）
- フィギュアスケートグランプリシリーズ2008（テレビ朝日系）の 九州朝日放送 での番組CMで、高校の先輩でもある山本華世と共演。
- 福岡銀行「アレコレnimoca」（2010年12月 - ）
- Honda Cars 九州（2013年4月 - ）

### プロモーションビデオ
- イーシス(isis+) 「MayCry」

## 参加作品
- Music Action Fukuoka「Beat goes on」（2020年）[4]